# Phanaeus
Phanaeus — род жесткокрылых семейства пластинчатоусых, подсемейства скарабеин.

## Внешний вид и строение
В основном среднего размера, короткотелые и мощные жуки-навозники. Окрас многих видов с ярким металлическим отливом, у других — чёрный. Самцы, как правило, имеют рога и различные наросты на голове и переднеспинке, что делает эту группу довольно эффектными насекомыми. Надкрылья короткие и широкие с глубокими продольными бороздками.

## Размножение
Эти жуки скатывают навоз в шарики и закапывают их, часто довольно глубоко, в землю. Самец и самка делают это вместе, но когда нора построена и после того, как они спарились, самец улетает, а самка остается в норе, чтобы заботиться о личинках. Она защищает шарики навоза от хищников и разрастания плесени до тех пор, пока личинки полностью не вырастут, что обычно занимает несколько месяцев.

## Распространение
Род широко распространён в Центральной и Южной Америке.

## Систематика
В составе рода:
- Phanaeus achilles
- Phanaeus adonis
- Phanaeus alvarengai
- Phanaeus amethystinus
- Phanaeus amithaon
- Phanaeus beltianus
- Phanaeus bispinus
- Phanaeus blackalleri
- Phanaeus bordoni
- Phanaeus cambeforti
- Phanaeus chalcomelas
- Phanaeus changdiazi
- Phanaeus damocles
- Phanaeus daphnis
- Phanaeus dejeani
- Phanaeus demon
- Phanaeus difformis
- Phanaeus dionysius
- Phanaeus dzidoi
- Phanaeus endymion
- Phanaeus eximius
- Phanaeus flohri
- Phanaeus furiosus
- Phanaeus genieri
- Phanaeus halffterorum
- Phanaeus haroldi
- Phanaeus hermes
- Phanaeus howdeni
- Phanaeus igneus
- Phanaeus kirbyi
- Phanaeus labreae
- Phanaeus lecourti
- Phanaeus lunaris
- Phanaeus malyi
- Phanaeus martinezorum
- Phanaeus melampus
- Phanaeus meleagris
- Phanaeus melibaeus
- Phanaeus mexicanus
- Phanaeus nimrod
- Phanaeus palaeno
- Phanaeus palliatus
- Phanaeus prasinus
- Phanaeus pyrois
- Phanaeus quadridens
- Phanaeus sallei
- Phanaeus scutifer
- Phanaeus splendidulus
- Phanaeus triangularis
- Phanaeus tridens
- Phanaeus wagneri
- Phanaeus vindex
- Phanaeus viridicollis
- Phanaeus yecoraensis
- Phanaeus zapotecus